# Mestonia acris
Mestonia acris is een hooiwagen uit de familie Triaenonychidae.